# فیل الوروم
فیل الوروم (انگلیسی: Phil Elverum؛ زادهٔ ۲۶ مهٔ ۱۹۷۸) موسیقی‌دان، ترانه‌سرا، تهیه‌کننده موسیقی و هنرمند هنرهای تجسمی اهل ایالات متحده آمریکا است. فیل رهبر گروه موسیقی راک مایکروفونز بود. وی از سال ۱۹۹۹ میلادی تاکنون مشغول فعالیت بوده‌است. او بین سال‌های ۲۰۱۸ تا ۲۰۱۹ همسر میشل ویلیامز بازیگر برنده جایزه گلدن گلوب بود.